# Pennsylvania Railroad

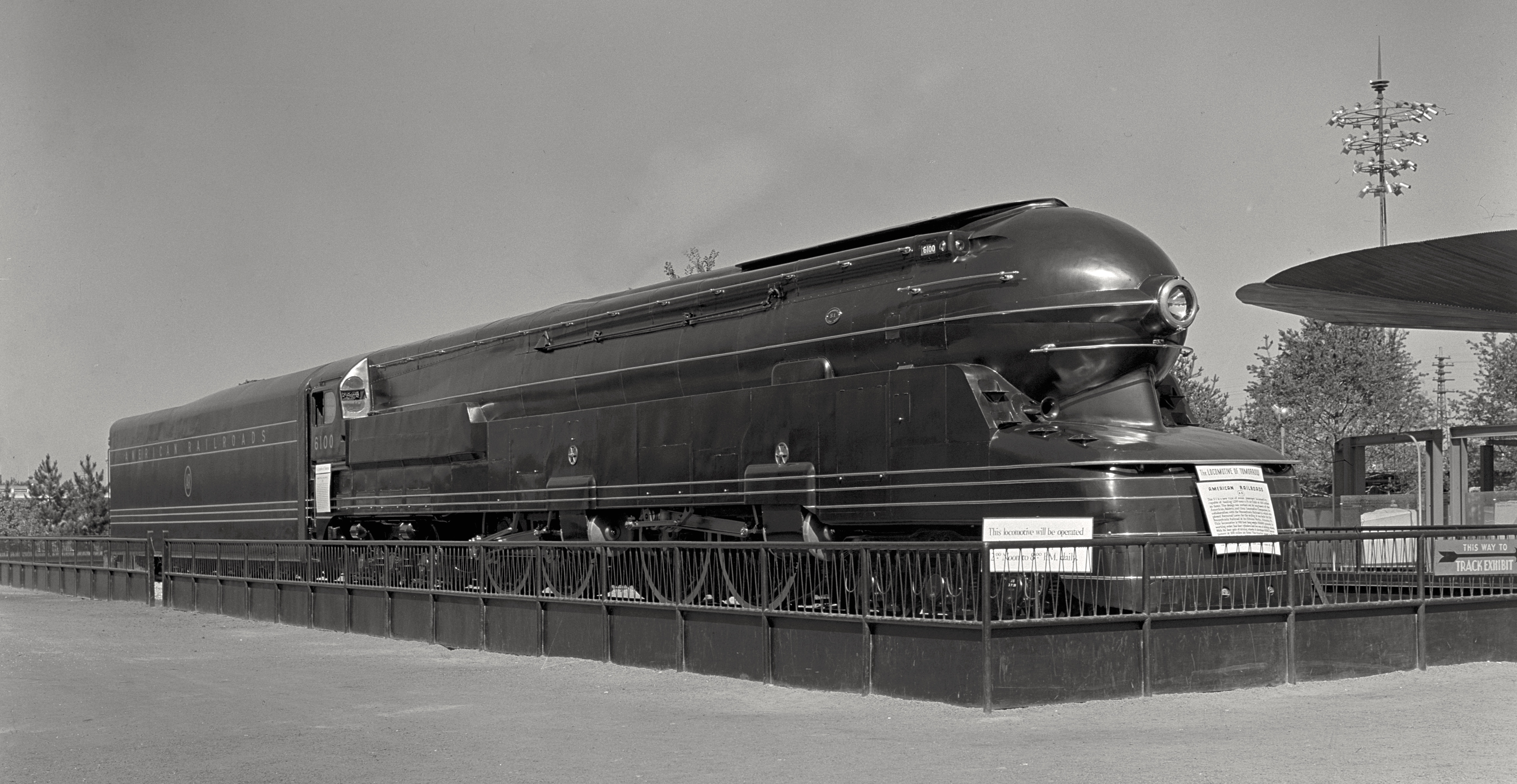
Lokomotiva PRR S1, možná nejrychlejší parní lokomotiva na světě

Pennsylvania Railroad (zkratka PRR) byla velká americká železniční společnost, založená v roce 1846. Ředitelství měla ve Filadelfii. V době své největší slávy spravovala přes 15 000 km tratí a zaměstnávala přes 250 000 zaměstnanců. Její rozpočet byl větší než státní rozpočet USA a její ředitel měl větší reálný vliv než americký prezident. Společnost vyplácela dividendy 100 let v řadě, což je zatím nepřekonaný rekord.
V roce 1968 se spojila s konkurenční společností New York Central a vznikla společnost Penn Central. Vzniklá společnost v roce 1970 zbankrotovala a tratě byly rozděleny mezi společnosti Conrail a Amtrak.